# Мьон Ре Хьон
Мьон Ре Хьон (кор. 명례현, нар. 14 квітня 1926, Пхеньян) — північнокорейський футбольний тренер. Відомий насамперед як очільник збірної КНДР, яка на чемпіонаті світу 1966 стала першою азійською командою, що вийшла до стадії плей-оф у фінальній частині світової першості.

## Біографія
Як футболіст грав за «Моранбонг» на позиції нападника. 
1960 року очолив тренерський штаб збірної КНДР, яка під його керівництвом подолала відбір на ЧС-1966. 
На першій у своїй історії світовій першості північнокорейські футболісти зробили сенсацію, мінімально здолавши збірну Італії 1:0 в останній грі групового етапу. Оскільки до того очолювана Мьоном команда розділила очки у грі проти Чилі (1:1), то саме вона посіла друге місце у групі, залишивши апеннінців поза плей-оф. 
У першому ж раунді плей-оф, у чвертьфіналі, футболісти КНДР поступилися у видовищному двобої з рахунком 3:5 збірній Португалії, майбутньому срібному призеру першості, але увійшли в історію як перші представники Азії, що проходили до плей-оф чемпіонату світу.